# IF Rune
IF Rune ist ein schwedischer Sportverein aus Kungsör. Die mittlerweile aufgelöste Fußballmannschaft spielte mehrere Jahre in der zweithöchsten schwedischen Spielklasse, die ebenfalls nicht mehr existierende Bandymannschaft ein Jahr in der höchsten Liga.

## Geschichte
IF Rune gründete sich am 28. April 1908. In den 1930er Jahren erlebte der Klub seine erfolgreichste Zeit. Während die Bandymannschaft in der Spielzeit 1935 in der Südstaffel der Division 1 spielte und dort ohne Saisonsieg direkt wieder abstieg, hatte die Fußballmannschaft bereits im Vorjahr die zweithöchste Spielklasse erreicht. Allerdings war sie als Tabellenvorletzte gemeinsam mit IFK Grängesberg aus der Nordstaffel wieder abgestiegen. Mit 14 Saisonsiegen in 18 Spielen verwies sie in ihrer Drittligastaffel IK City auf den zweiten Rang und erreichte den direkten Wiederaufstieg. Auch dieses Mal war das Niveau zu hoch und der Klub begleitete Fagersta AIK in die Drittklassigkeit, aus der er jedoch erneut direkt wieder aufstieg. Mit fünf Punkten Rückstand auf IFK Västerås misslang der Klassenerhalt erneut.
Als Drittligastaffelsieger verpasste IF Rune im Sommer 1940 erst in der Aufstiegsrunde gegen Örebro SK den abermaligen Aufstieg in die zweite Liga. In den folgenden Spielzeiten im vorderen Mittelfeld platziert, fehlten 1943 als Tabellenzweiter vier Punkte auf Spitzenreiter IFK Kumla zur erneuten Teilnahme an der Aufstiegsrunde. Zwei Jahre später wurde die Mannschaft hinter Västerås IK erneut Vizemeister, ehe sie im folgenden Jahr als Tabellenletzte in die Viertklassigkeit abstieg. 
1955 kehrte IF Rune in die dritte Liga zurück, stieg aber zwei Spielzeiten später wieder ab. Nach dem direkten Wiederaufstieg verpasste der Verein als Zweiter hinter Malungs IF den direkten Durchmarsch in die Zweitklassigkeit. Nach einem weiteren zweiten Platz in der Spielzeit 1960 stieg er am Ende der anschließenden Saison erneut ab. In der vierten Liga spielte der Klub noch knapp ein Jahrzehnt, mit dem Abstieg in die Fünftklassigkeit 1972 verabschiedete er sich vom höherklassigen Fußball.